# Eleições estaduais em Pernambuco em 2010
As eleições estaduais em Pernambuco em 2010 ocorreram em 3 de outubro, como parte das eleições gerais no Distrito Federal e em 26 estados brasileiros. Foram eleitos o governador Eduardo Campos, o vice-governador João Lyra Neto e os senadores Armando Monteiro e Humberto Costa, além de 25 deputados federais e 49 deputados estaduais num pleito decidido em primeiro turno.
Na eleição presidencial o segundo turno foi entre Dilma Rousseff (PT) e José Serra (PSDB) com a vitória de Dilma. Segundo a Constituição Federal, o Presidente e os Governadores são eleitos diretamente para um mandato de quatro anos, com um limite de dois mandatos. O Presidente Luiz Inácio Lula da Silva (PT) não pode ser reeleito, uma vez que se elegeu duas vezes, em 2002 e 2006. Já o Governador Eduardo Campos (PSB), eleito em 2006, candidatou-se à reeleição e venceu-a.

## Resultado da eleição para governador
Foram sete os candidatos à governador, sendo que Eduardo Campos tentou uma reeleição e saiu vitorioso. O candidato Roberto Numeriano teve seu registro de candidatura indeferido.
| Candidatos a governador do estado | Candidatos a vice-governador | Número | Coligação                                                                                                  | Votação                | Percentual             |
| --------------------------------- | ---------------------------- | ------ | --- | ---------------------- | ---------------------- |
| Eduardo Campos PSB                | João Lyra Neto PDT           | 40     | Frente Popular de Pernambuco (PSB, PDT, PT, PP, PR, PTB, PCdoB, PSC, PRB, PHS, PRP, PSDC, PSL, PTC, PTdoB) | 3.450.874              | 82,84%                 |
| Jarbas Vasconcelos PMDB           | Miriam Lacerda DEM           | 15     | Pernambuco Pode Mais (PMDB, DEM, PSDB, PPS, PMN)                                                           | 585.724                | 14,06%                 |
| Sérgio Xavier PV                  | Nely Queiroz PV              | 43     | — | 86.543                 | 2,08%                  |
| Edilson Silva PSOL                | Marcia Broxado PSOL          | 50     | — | 37.257                 | 0,89%                  |
| Fernando Rodovalho PRTB           | Fabio José Silva PRTB        | 28     | Um Novo Tempo (PRTB, PTN)                                                                                  | 2.751                  | 0,07%                  |
| Jair Pedro da Silva PSTU          | Lenilson Santana PSTU        | 16     | — | 2.748                  | 0,07%                  |
| Roberto Numeriano PCB             | Anibal Valença PCB           | 21     | — | Candidatura indeferida | Candidatura indeferida |

## Resultado da eleição para senador
Dez candidatos disputaram duas vagas no Senado, dos quais se elegeram Armando Monteiro (PTB) e Humberto Costa (PT). O candidato Jeronimo Ribeiro teve seu registro de candidatura indeferido.
| Candidatos a senador da República | Candidatos a suplente de senador                              | Número | Coligação                                                                                                  | Votação                | Percentual             |
| --------------------------------- | ------------------------------------------------------------- | ------ | --- | ---------------------- | ---------------------- |
| Armando Monteiro PTB              | Douglas Cintra PTB José Rodrigues PSB                         | 140    | Frente Popular de Pernambuco (PSB, PDT, PT, PP, PR, PTB, PCdoB, PSC, PRB, PHS, PRP, PSDC, PSL, PTC, PTdoB) | 3.142.930              | 39,87%                 |
| Humberto Costa PT                 | Joaquim Francisco PSB Maria Pompéia Pessoa PT                 | 130    | Frente Popular de Pernambuco (PSB, PDT, PT, PP, PR, PTB, PCdoB, PSC, PRB, PHS, PRP, PSDC, PSL, PTC, PTdoB) | 3.059.818              | 38,82%                 |
| Marco Maciel DEM                  | Gustavo Krause DEM Marcus Cunha PMDB                          | 256    | Pernambuco Pode Mais (PMDB, DEM, PSDB, PPS, PMN)                                                           | 934.720                | 11,86%                 |
| Raul Jungmann PPS                 | Aline Mariano PSDB Pérsio Antunes da Silva PMDB               | 232    | Pernambuco Pode Mais (PMDB, DEM, PSDB, PPS, PMN)                                                           | 599.937                | 7,61%                  |
| Renê Patriota PV                  | Ermirio do Rego Barros PV Graco de Carli Farias PV            | 433    | — | 124.554                | 1,58%                  |
| Helio Cabral PSTU                 | Leôncio da Silva Jr. PSTU Gilson Sá Leitão Rios PSTU          | 161    | — | 6.229                  | 0,08%                  |
| Simone Fontana PSTU               | Maria de Lourdes da Silva PSTU Vera Dalva Alves da Silva PSTU | 162    | — | 5.196                  | 0,07%                  |
| Lairson Lucena PRTB               | Josivan de Souza Farias PRTB Ana Maria Rodovalho PRTB         | 281    | Um Novo Tempo (PRTB, PTN)                                                                                  | 5.096                  | 0,06%                  |
| Danúbio Aguiar PCB                | José Augusto Tabosa Filho PCB Wilson Alves de Menezes PCB     | 211    | — | 4.010                  | 0,05%                  |
| Jerônimo Ribeiro PSOL             | Ademilton Miranda da Silva PSOL Maurício Francisco Alves PSOL | 500    | — | Candidatura indeferida | Candidatura indeferida |

## Deputados federais eleitos
Pelo estado do Pernambuco foram eleitos vinte e cinco (25) deputados federais.

Representação eleita
  PSB: 5
  PT: 4
  PTB: 4
  PP: 2
  PR: 2
  PSDB: 2
  DEM: 2
  PDT: 1
  PCdoB: 1
  PMDB: 1
  PSC: 1

Fonteː
| Número | Deputados federais eleitos | Partido | Votação | Percentual | Cidade onde nasceu       | Unidade federativa |
|        | Ana Arraes                 | PSB     | 387.581 | 8,80%      | Recife                   | Pernambuco         |
|        | Eduardo da Fonte           | PP      | 330.520 | 7,50%      | Recife                   | Pernambuco         |
|        | João Paulo Lima e Silva    | PT      | 264.250 | 6,00%      | Olinda                   | Pernambuco         |
|        | Inocêncio Oliveira         | PR      | 198.407 | 4,50%      | Serra Talhada            | Pernambuco         |
|        | Pastor Eurico              | PSB     | 185.870 | 4,22%      | Presidente Prudente      | São Paulo          |
|        | Sérgio Guerra              | PSDB    | 167.117 | 3,79%      | Recife                   | Pernambuco         |
|        | Fernando Coelho Filho      | PSB     | 166.493 | 3,78%      | Recife                   | Pernambuco         |
|        | Mendonça Filho             | DEM     | 142.699 | 3,24%      | Recife                   | Pernambuco         |
|        | Maurício Rands             | PT      | 126.812 | 2,88%      | Recife                   | Pernambuco         |
|        | Bruno Araújo               | PSDB    | 121.383 | 2,76%      | Recife                   | Pernambuco         |
|        | Danilo Cabral              | PSB     | 120.871 | 2,74%      | Surubim                  | Pernambuco         |
|        | Gonzaga Patriota           | PSB     | 118.999 | 2,70%      | Sertânia                 | Pernambuco         |
|        | Wolney Queiroz             | PDT     | 113.885 | 2,59%      | Caruaru                  | Pernambuco         |
|        | Luciana Santos             | PCdoB   | 105.253 | 2,39%      | Recife                   | Pernambuco         |
|        | Raul Henry                 | PMDB    | 90.106  | 2,05%      | Recife                   | Pernambuco         |
|        | Pedro Eugênio              | PT      | 80.657  | 1,83%      | Recife                   | Pernambuco         |
|        | Silvio Costa               | PTB     | 78.984  | 1,79%      | Rio Formoso              | Pernambuco         |
|        | Carlos Eduardo Cadoca      | PSC     | 72.363  | 1,64%      | Recife                   | Pernambuco         |
|        | Augusto Coutinho           | DEM     | 70.096  | 1,59%      | Recife                   | Pernambuco         |
|        | José Chaves                | PTB     | 66.671  | 1,51%      | Recife                   | Pernambuco         |
|        | Jorge Côrte Real           | PTB     | 60.643  | 1,38%      | Salvador                 | Bahia              |
|        | Fernando Ferro             | PT      | 58.121  | 1,32%      | Bom Conselho             | Pernambuco         |
|        | Roberto Teixeira           | PP      | 55.450  | 1,26%      | Recife                   | Pernambuco         |
|        | Anderson Ferreira          | PR      | 48.435  | 1,10%      | Recife                   | Pernambuco         |
|        | José Augusto Maia          | PTB     | 46.267  | 0,95%      | Santa Cruz do Capibaribe | Pernambuco         |

## Deputados estaduais eleitos
No estado do Pernambuco foram eleitos quarenta e nove (49) deputados estaduais.

Representação eleita
  PSB: 18
  PSDB: 6
  PT: 4
  PTB: 4
  PDT: 3
  PMDB: 3
  PP: 3
  PR: 3
  PSD: 1
  PTC: 1
  DEM: 1
  PMN: 1
  PRP: 1

Fonteː
| Candidato (a)                        | Votos   | Porcentagem |
| ------------------------------------ | ------- | ----------- |
| Pastor Cleiton Collins (PSC)         | 137.157 | 3,05%       |
| Presbítero Adalto (PSB)              | 120.175 | 2,67%       |
| Guilherme Uchoa (PDT)                | 99.953  | 2,22%       |
| Silvio Costa Filho (PTB)             | 81.280  | 1,81%       |
| Sebastião Oliveira (PR)              | 79.736  | 1,77%       |
| João Fernando Coutinho (PSB)         | 70.305  | 1,56%       |
| Betinho Gomes (PSDB)                 | 65.792  | 1,46%       |
| Clodoaldo Magalhães (PTB)            | 61.905  | 1,38%       |
| Ângelo Ferreira (PSB)                | 56.267  | 1,25%       |
| Pedro Serafim Neto (PDT)             | 55.963  | 1,24%       |
| Henrique Queiroz (PR)                | 53.012  | 1,18%       |
| Isaltino Nascimento (PT)             | 52.955  | 1,18%       |
| Waldemar Borges (PSB)                | 52.845  | 1,17%       |
| Aglailson Junior (PSB)               | 52.616  | 1,17%       |
| Alberto Feitosa (PR)                 | 52.615  | 1,17%       |
| Leonardo Dias (PSB)                  | 52.246  | 1,16%       |
| Claudiano Filho (PSDB)               | 52.087  | 1,16%       |
| Raquel Lyra (PSB)                    | 49.610  | 1,10%       |
| Edson de Souza Vieira (PSDB)         | 49.338  | 1,10%       |
| Aluisio Lessa (PSB)                  | 48.385  | 1,08%       |
| Daniel Coelho (PV)                   | 47.533  | 1,06%       |
| Sergio Leite (PT)                    | 45.501  | 1,01%       |
| Vinicius Labanca (PSB)               | 43.870  | 0,98%       |
| Odacy Amorim (PSB)                   | 43.104  | 0,96%       |
| Adalberto Cavalcanti (PHS)           | 42.751  | 0,95%       |
| Raimundo Pimentel (PSB)              | 42.503  | 0,94%       |
| Manoel Santos da Contag (PT)         | 42.347  | 0,94%       |
| Julio Cavalcanti (PTB)               | 41.810  | 0,93%       |
| Laura Gomes (PSB)                    | 40.962  | 0,91%       |
| Luciano Siqueira (PCdoB)             | 40.331  | 0,90%       |
| Teresa Leitão (PT)                   | 39.445  | 0,88%       |
| Tony Gel (DEM)                       | 38.323  | 0,85%       |
| Botafogo Filho (PDT)                 | 38.110  | 0,85%       |
| Eriberto Medeiros (PTC)              | 37.230  | 0,83%       |
| Everaldo Cabral (PTB)                | 36.617  | 0,81%       |
| Diogo Moraes (PSB)                   | 36.246  | 0,81%       |
| Marcantonio Dourado (PTB)            | 36.090  | 0,80%       |
| Isaias Regis (PTB)                   | 35.861  | 0,80%       |
| Andre Campos (PT)                    | 35.315  | 0,79%       |
| Francismar Pontes (PTB)              | 34.787  | 0,77%       |
| Maviael Cavalcanti (DEM)             | 34.171  | 0,76%       |
| Antonio Moraes (PSDB)                | 33.083  | 0,74%       |
| Mary Gouveia (PHS)                   | 33.032  | 0,73%       |
| Carlos Jose de Santana (PSDB)        | 31.349  | 0,70%       |
| Rodrigo Novaes (PTC)                 | 27.328  | 0,61%       |
| Gustavo Negromonte (PMDB)            | 27.088  | 0,60%       |
| Rildo Braz (PRP)                     | 24.795  | 0,55%       |
| Ricardo Jose de Oliveira Costa (PTC) | 21.189  | 0,47%       |
| Ramos (PMN)                          | 20.182  | 0,45%       |

Obs.: A tabela acima mostra somente os candidatos eleitos.